# Tyska dragonregementet
Tyska dragonregementet  var ett Dragonregemente inom svenska armén som verkade åren 1716–1719.

## Historia

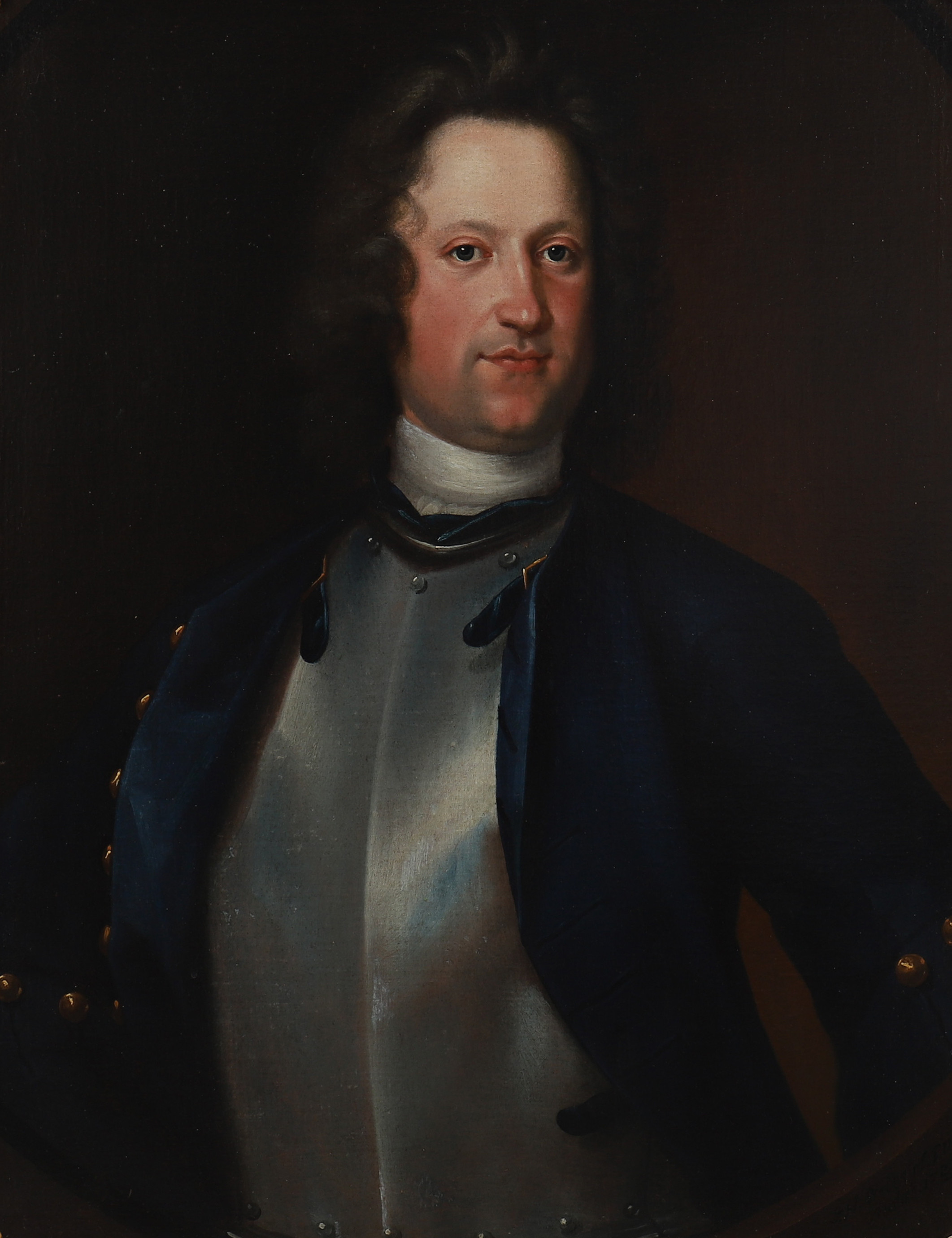
Kaptenen David Fredrik von Wachenfeldt iklädd regementets uniform, avmålad 1721 i Malmö av Johann Heinrich Wedekind.

Förbandet bildades 1716 genom sammanslagning av spillrorna från Bremiska och Pommerska kavalleriregementena samt Bremiska dragonregementet, Verdiska dragonregementet, Pommerska dragonregementet, Wismarska dragonregementet, Benderska dragonregementet, Dniesterska (polska) dragonregementet  och Barthska dragonregementet. Inledningsvis benämnt Rudenska kommandot (efter dess förläggning på ön Ruden) eller Tyska manskapet till häst överfördes det redan 1716 till Sverige, där det året därpå under sin nye chef Johan Christoffer von Düring organiserades till ett regemente med namn Tyska dragonregementet. Efter deltagande i norska fälttåget 1718 reducerades det med början 1719. Slutlig upplösning ägde rum i oktober 1721.

## Förbandschefer
- 1716-1717: Parm von Tettenborn
- 1717-1719: Johan Christoffer von Düring